# Açude Velho

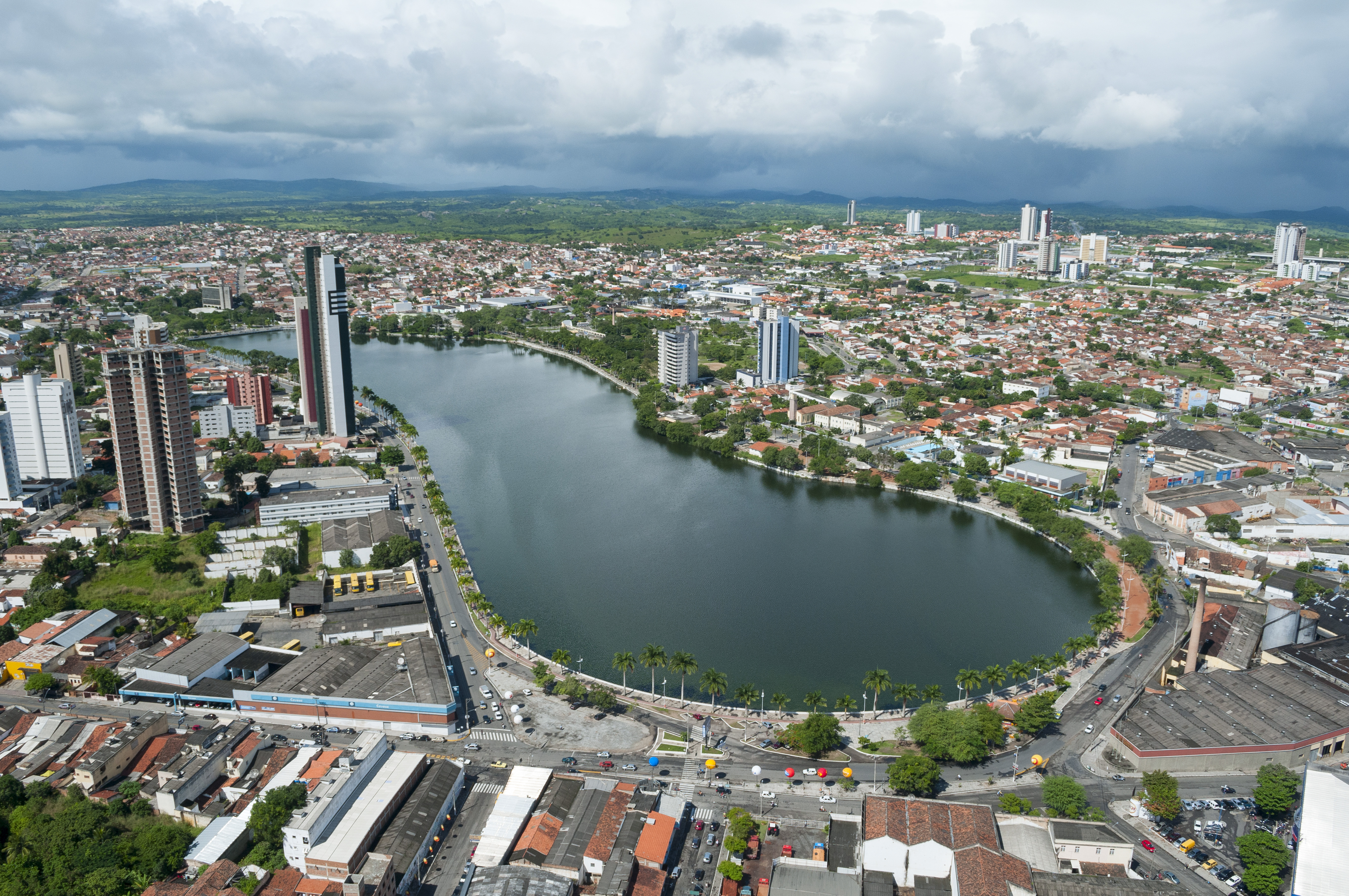
Fotografia aérea da cidade com o Açude Velho em destaque

O Açude Velho é um corpo hídrico localizado no centro da cidade de Campina Grande, no estado da Paraíba, Brasil. Foi inicialmente uma fonte de abastecimento de água para Campina Grande e região. Depois, quando a cidade passou a ter abastecimento encanado de água, sua finalidade inicial se perdeu, e hoje é um cartão postal e patrimônio histórico da cidade.
É às suas margens que está localizado o Museu de Arte Popular da Paraíba (MAPP) da Universidade Estadual da Paraíba (UEPB), projetado pelo arquiteto Oscar Niemeyer.

## História

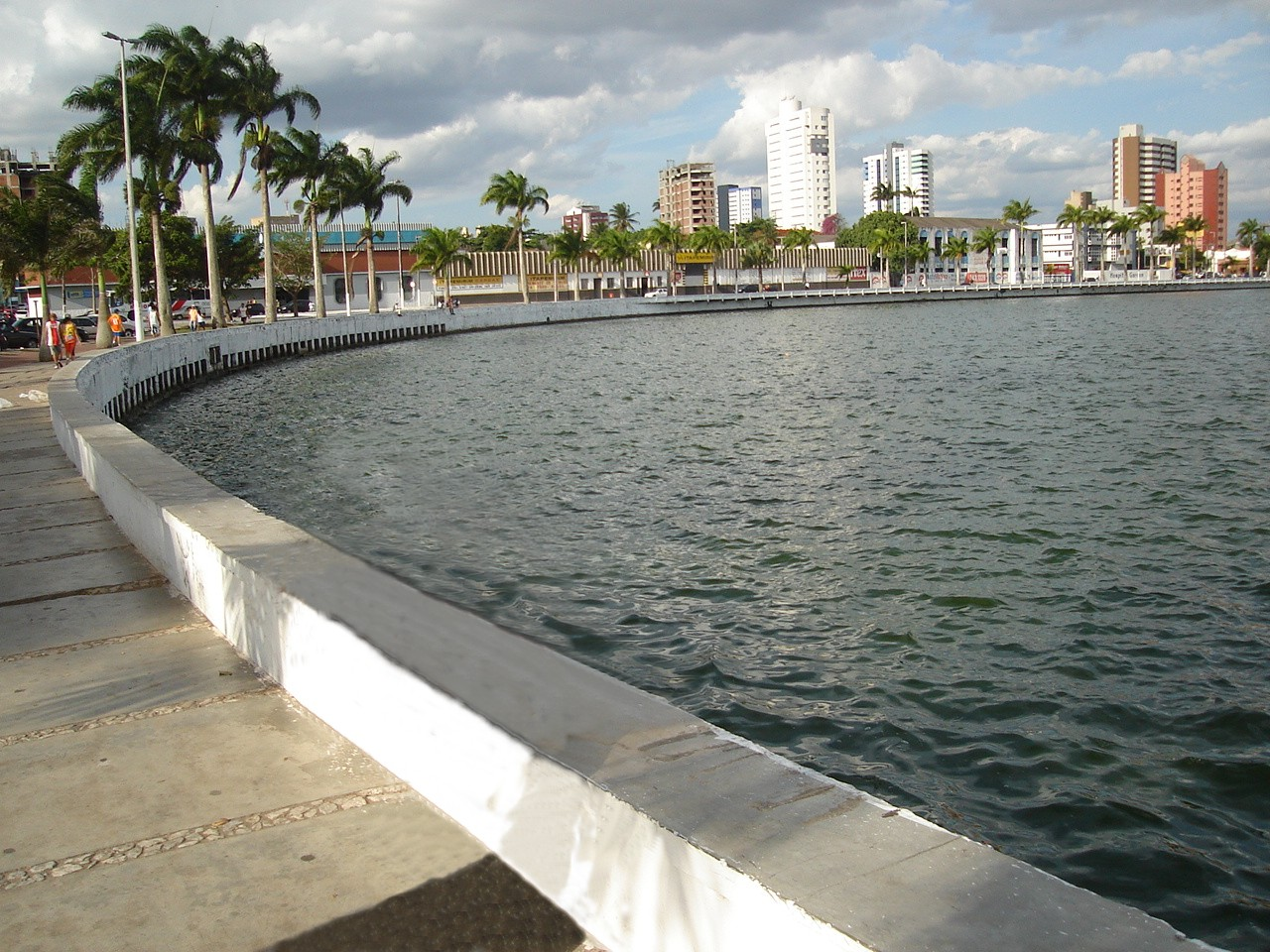
Calçada do Açude Velho

O Açude Velho foi o primeiro açude da cidade de Campina Grande e foi construído por causa da seca que o Nordeste enfrentou de 1824 a 1828. Assim, a construção do açude pelo governo provincial paraibano foi iniciada em 1829 e concluída em 1831, sendo, por quase um século, o maior açude da região de Campina Grande. Antes de sua construção havia um curso d'água denominado "Riacho das Piabas". Mais tarde, nos anos de 1845 e 1877, a região passou por outra grande seca, tendo sido o Açude Velho importantíssimo como fonte de água para a população.
Não somente os campinenses se beneficiaram com ele, mas também habitantes de outros municípios da Serra da Borborema. Hoje em dia, o Açude Velho constitui talvez o mais famoso cartão postal da cidade.
Outros açudes vieram a ser construídos mais tarde, nomeadamente o Açude Novo (1830) e o Açude de Bodocongó (1915). Em 1841 o Açude Velho veio a ser reconstruído.

## Monumentos
Existem três monumentos às margens do açude: "Os Pioneiros da Borborema", as estátuas de Jackson do Pandeiro e Luiz Gonzaga (Farra da Bodega) e o "Monumento aos 150 anos".

### Os Pioneiros da Borborema

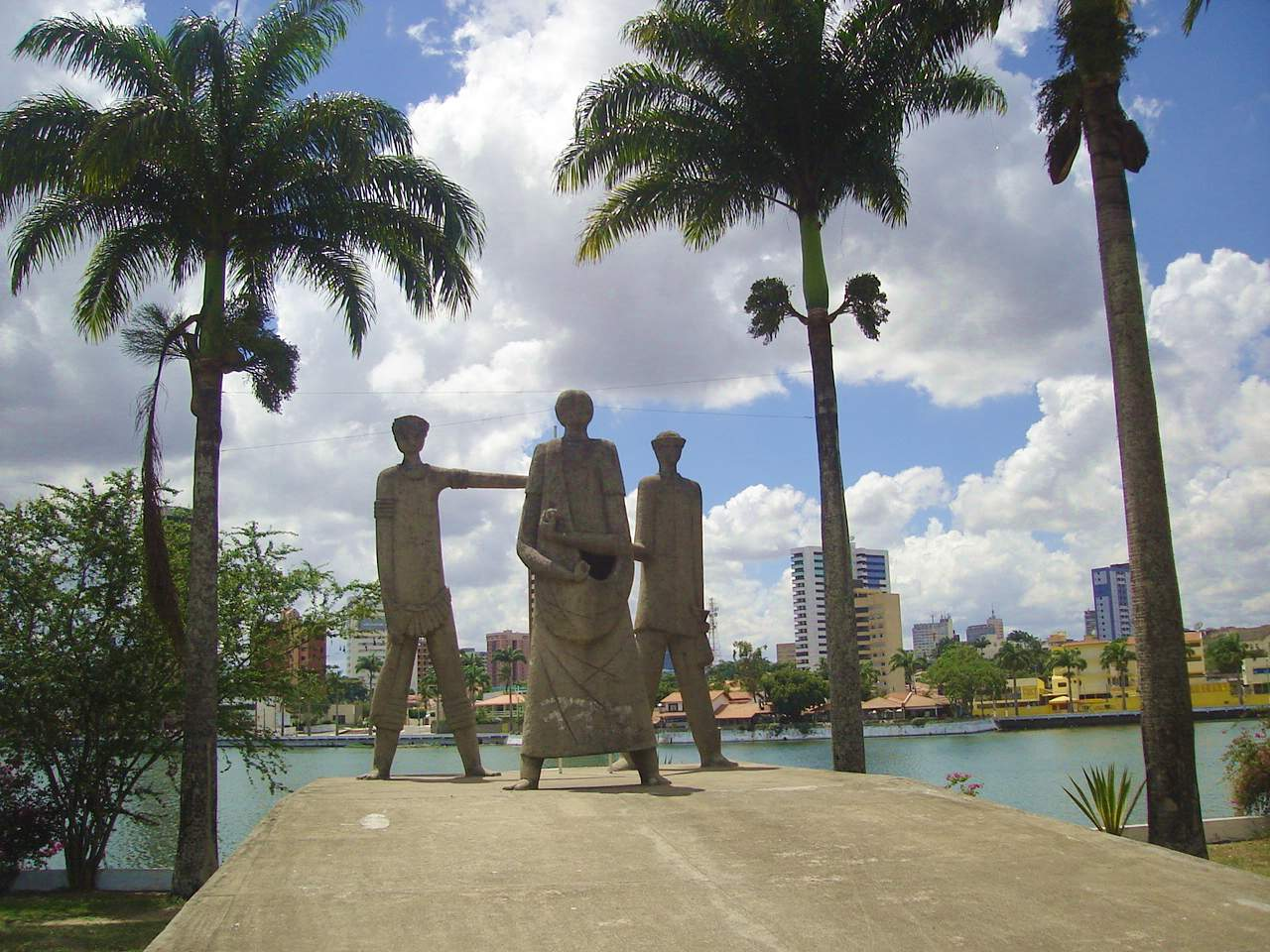
Os Pioneiros, estátua nas margens do Açude Velho

As estátuas intituladas de "Os Pioneiros da Borborema" de autoria do escultor Abelardo da Hora foram inauguradas no dia do centenário da cidade, como uma homenagem, no dia 11 de outubro de 1964. A construção do monumento foi decidida por quase unanimidade entre os integrantes da comissão responsável pelas comemorações dos 100 anos de emancipação política de Campina Grande. Houve coleta de sugestões com a população para as comemorações.
O monumento é constituído de três figuras representativas: o índio, a catadora de algodão e o tropeiro. O índio representa a origem primitiva da cidade e sua força de luta. A catadora de algodão representa a força da mulher e o acentuado desenvolvimento industrial da cidade gerado pelo Ciclo Algodoeiro na Paraíba. O tropeiro personifica a conquista da região, o comércio e a resistência do povo campinense. O monumento tem sua frente em direção ao nascer do sol, demonstrando o progresso e a esperança com o futuro. Por muitos anos as estátuas indicavam a chegada à Campina Grande para quem chegava da capital e outras cidades do leste.

### Luiz Gonzaga e Jakson do Pandeiro (Farra da Bodega)
Este monumento feito em bronze pelo artista campinense Joás Pereira Passos homenageia os ícones da música nordestina Luiz Gonzaga e Jackson do Pandeiro, foi construído em um girador próximo às margens do açude e inaugurado em 2003. Para evitar vandalismo, sempre existe um guarda tomando conta de tais estátuas.

### Monumento aos 150 anos
O monumento mais recente de de Campina Grande homenageia as 15 décadas de emancipação do município. O monumento foi prometido para ser entregue em 11 de outubro de 2014, dia do sesquicentenário da cidade, no entanto, as obras atrasaram e a inauguração ocorreu nas comemorações dos 151 anos. O monumento homenageia também os tropeiros, considerados responsáveis pelo progresso da cidade, e tem uma espécie de cápsula, onde serão expostos documentos sobre a história campinense, assim como uma escultura retratando vários tropeiros saindo da cápsula, representando o desbravamento. O monumento foi orçado em R$ 1,3 milhão.

## Fotos

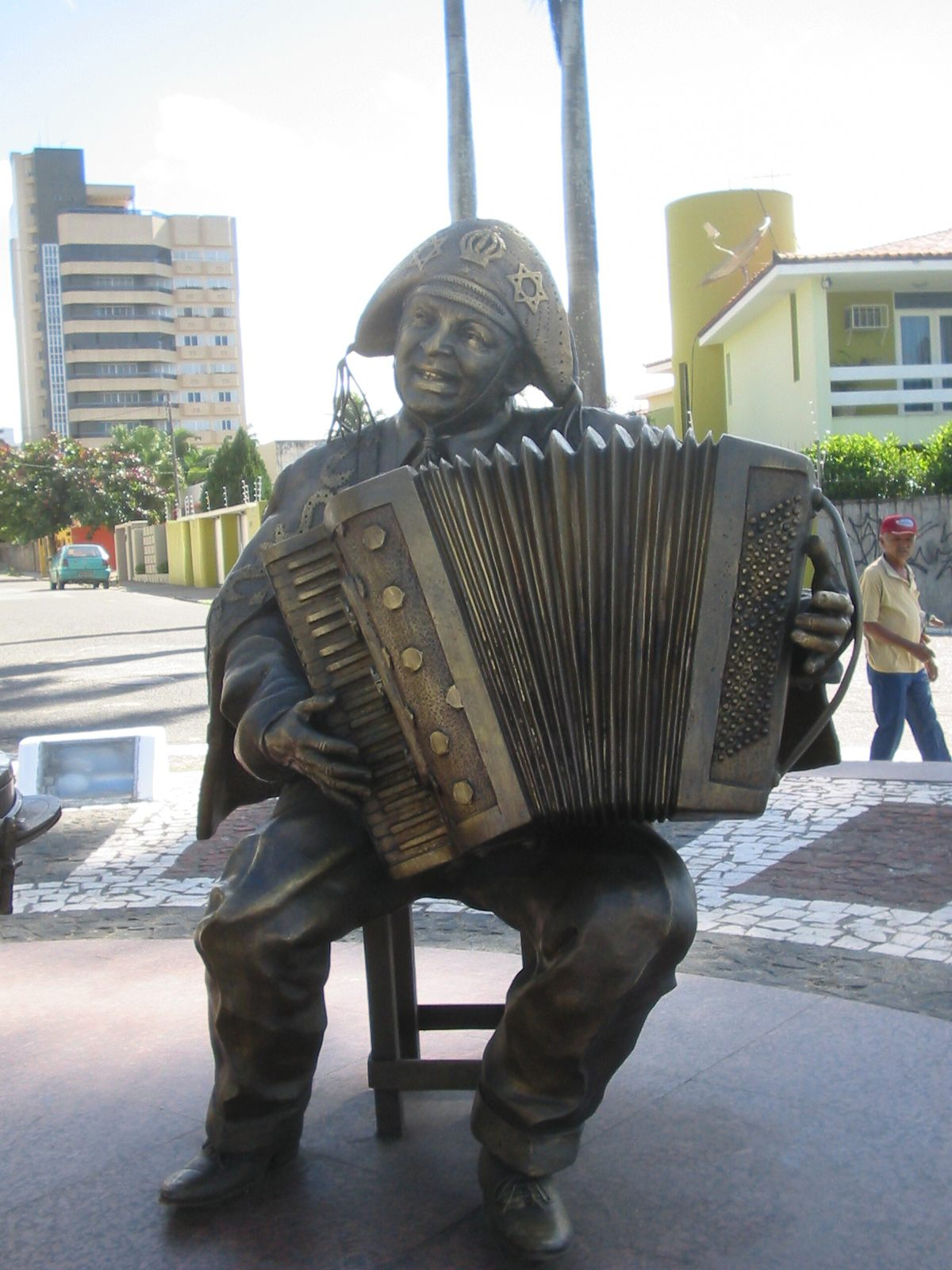
Estátua de bronze de Luiz Gonzaga
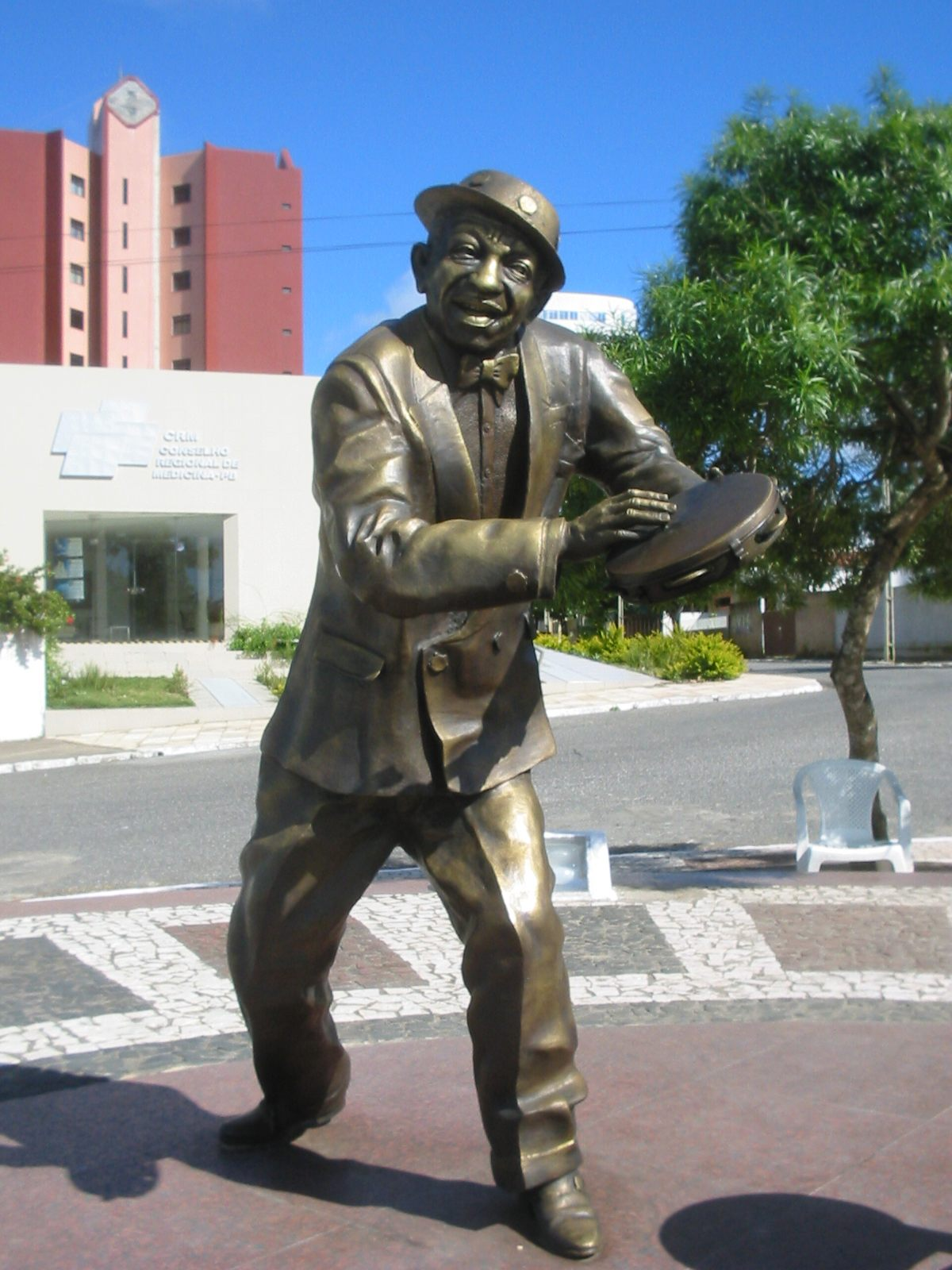
Estátua de bronze de Jackson do Pandeiro
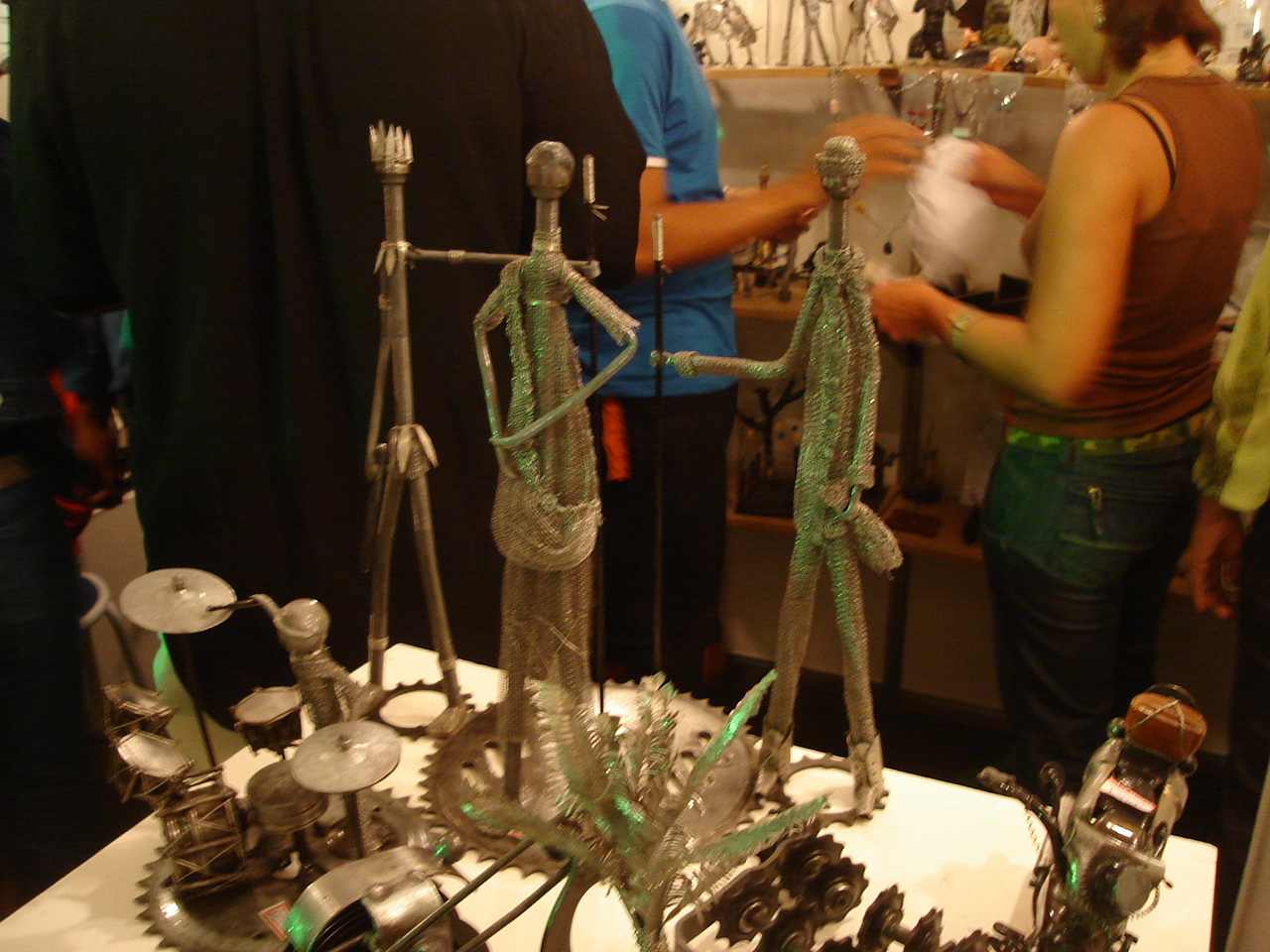
Peça artesanal ilustrando Os Pioneiros
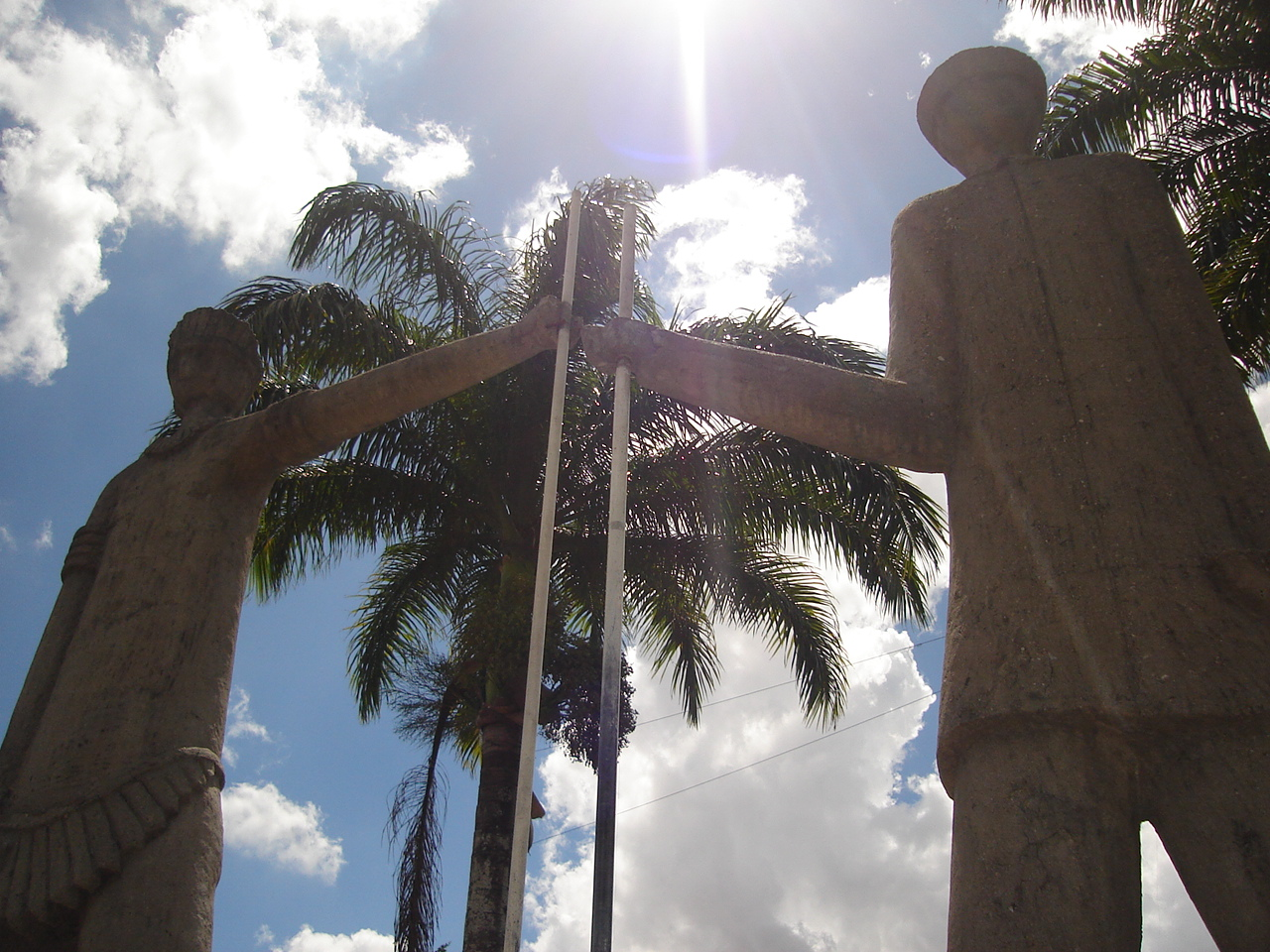
O índio e o tropeiro